# Tribrode
Tribrode (en serbe cyrillique : Триброде) est un village de Serbie situé dans la municipalité de Veliko Gradište, district de Braničevo. Au recensement de 2011, il comptait 459 habitants.
Tribrode est situé sur les bords de la rivière Pek, un affluent droit du Danube.

## Démographie

### Évolution historique de la population
| 1948 | 1953 | 1961 | 1971 | 1981 | 1991 | 2002 | 2011 |
| ---- | ---- | ---- | ---- | ---- | ---- | ---- | ---- |
| 810  | 821  | 789  | 725  | 707  | 655  | 522  | 459  |

|  |